# Condiment

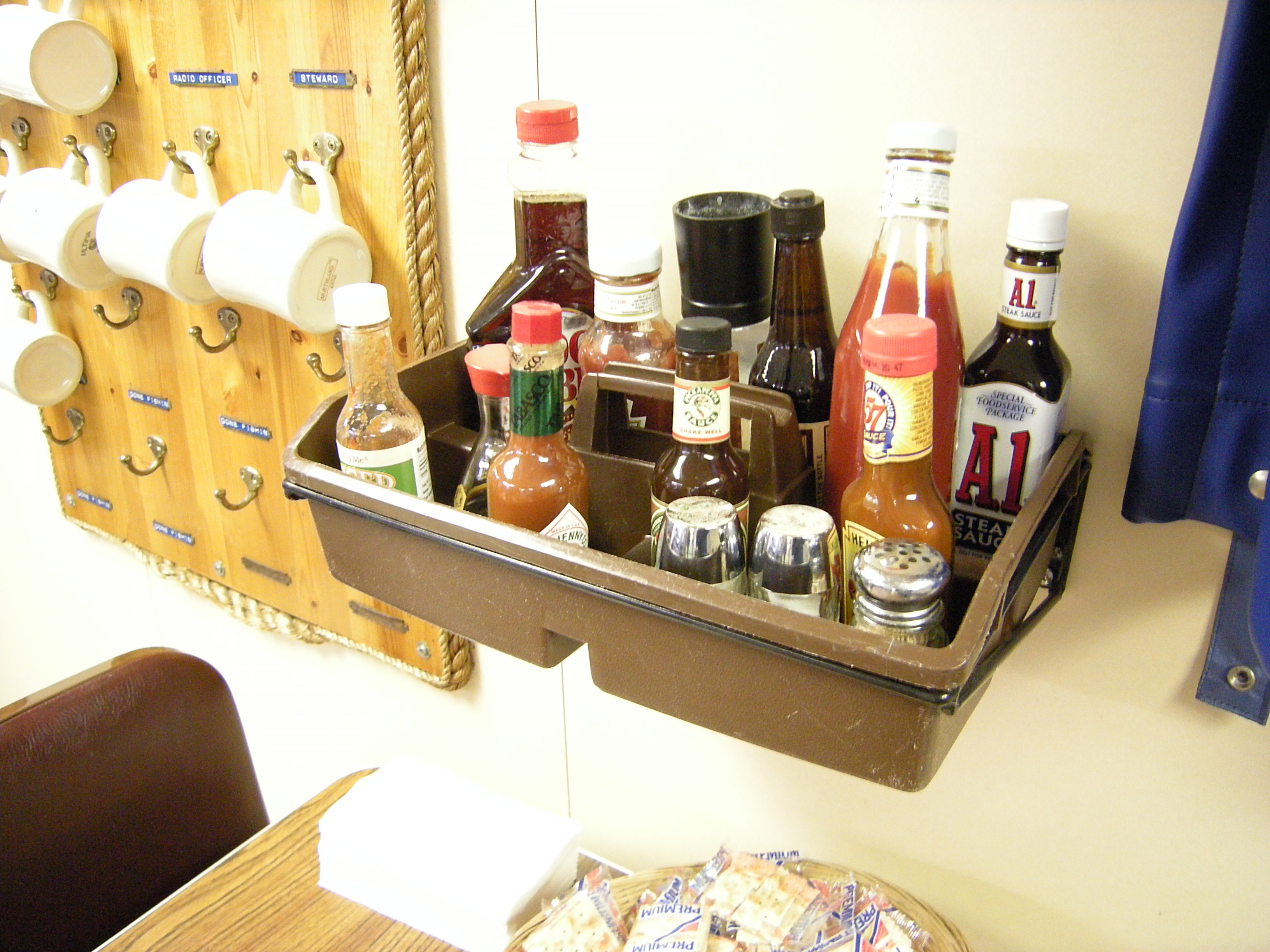
Condiments.

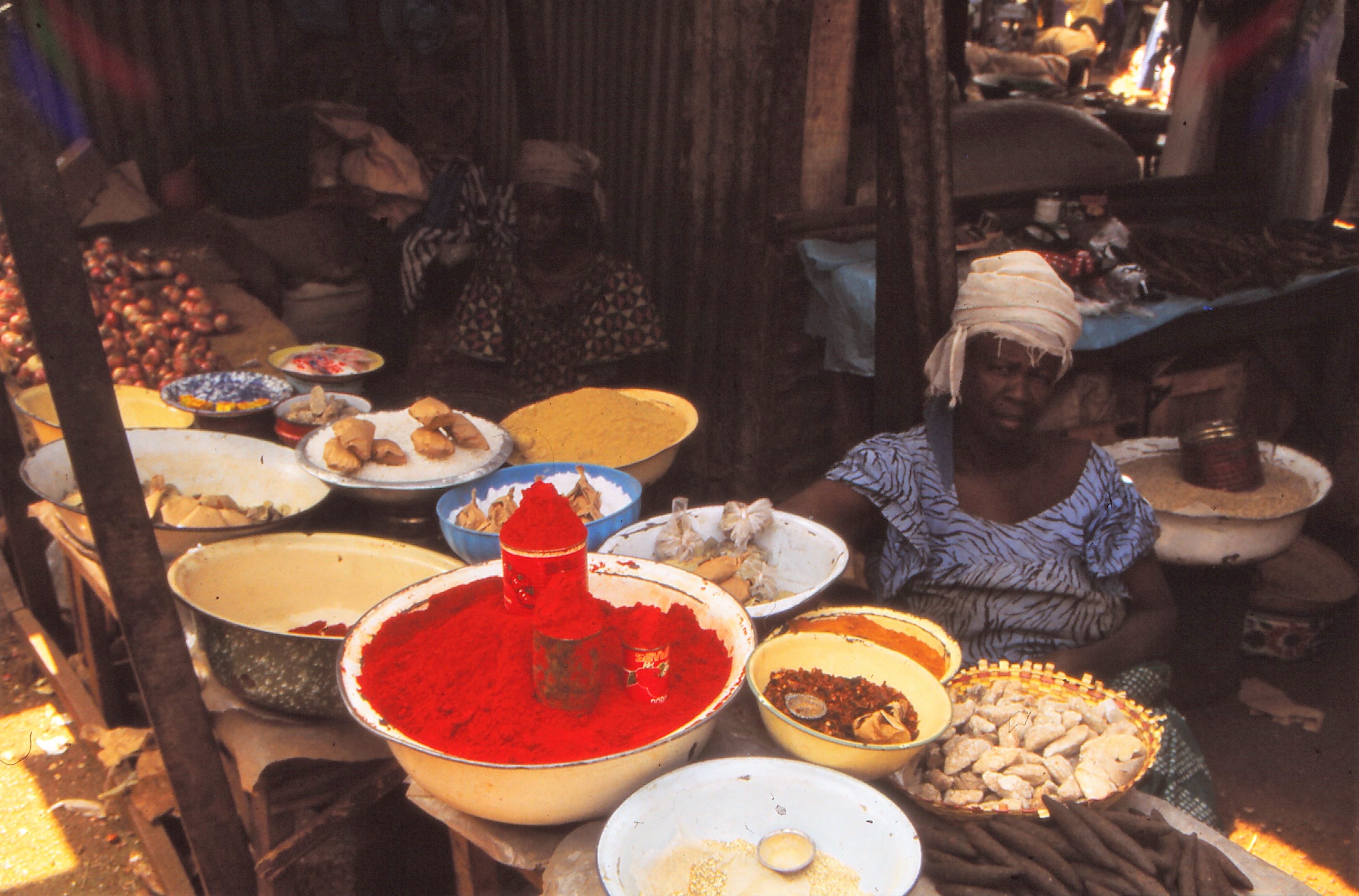
Divers condiments au marché de Sangha (Mali), 1992.

Un condiment est une substance destinée à assaisonner, mais pouvant éventuellement être consommée en légume, qui relève la saveur des préparations culinaires, notamment des sauces. Le plus souvent d'origine végétale, il peut être d'origine animale (bouillon de viande) ou minérale (sel). Servi à part du mets, il se distingue des herbes et aromates de cuisine intégrés directement dans la préparation.

## Définition européenne

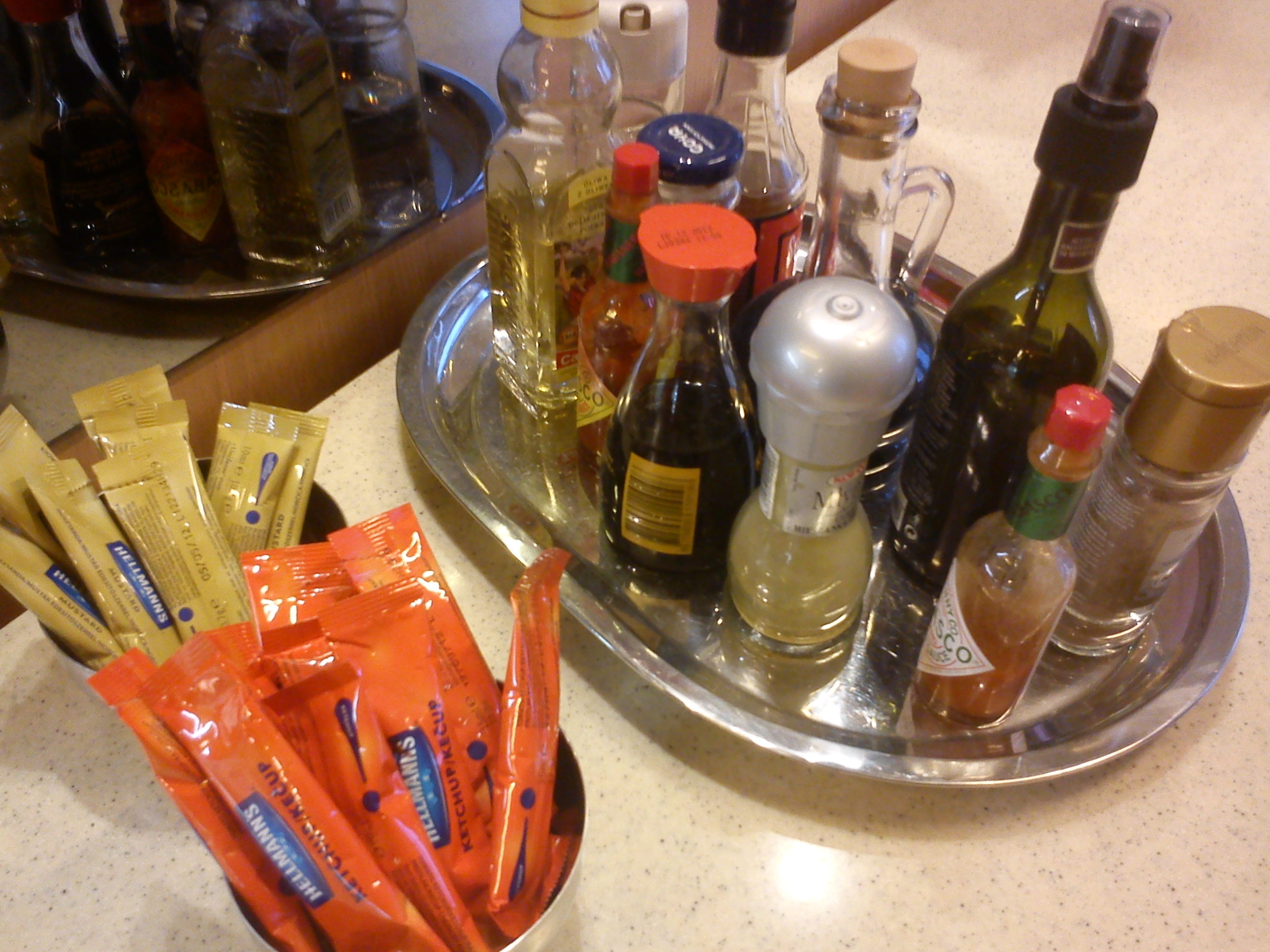
Exemple d'un ensemble typique de condiments européen (sauces, huiles, tabasco, etc.) : ensemble de condiments servi en Pologne (2011).

Parmi les condiments figurent le sel destiné à la consommation humaine, la moutarde, les épices et leurs extraits aromatiques, les herbes aromatisantes et leurs extraits aromatiques.
Dans le cas des substances d'origine végétale, il peut s'agir d'une partie de plante à l'état naturel, fraîche ou séchée (feuille, tige, écorce, graine, bulbe…) ou d'une préparation (poudre, pâte, mélange, jus…).
Les condiments communément considérés comme « les plus forts » se trouvent parmi les épices. Les fines herbes apportent généralement des saveurs plus légères.
Certains condiments sont classés parmi les aromates (ceux-ci n'étant pas tous des condiments). Ils peuvent être également utilisés dans les domaines de la parfumerie, des cosmétiques et de la pharmacie.
Certains condiments apportent leur saveur lors de la préparation des plats, mais ne sont pas servis (exemple : le bouquet garni, qui ne devrait pas vraiment être considéré comme un condiment puisqu'on l'ajoute au plat).